# Kawasaki C-2
Il Kawasaki C-2 è un aereo da trasporto tattico pesante, bimotore a getto; progettato e costruito dalla divisione aeronautica dell'azienda giapponese Kawasaki Heavy Industries, con il quale i nipponici intendono sostituire gli anziani C-130 Hercules e Kawasaki C-1. È propulso da 2 turbofan General Electric CF6-80C2K1F.

È prevista la realizzazione di un numero compreso tra i 40 e i 60 esemplari del nuovo cargo.

## Storia

### Sviluppo
La Kawasaki Heavy Industries dal 2001 ha sviluppato congiuntamente 2 importanti nuovi programmi aeronautici, quello relativo al pattugliatore oceanico P-1 e quello relativo al cargo militare C-X.
I due velivoli sono stati presentati ufficialmente nell'estate del 2007 presso gli stabilimenti dell'azienda a Gifu, cioè dopo appena 6 anni dal lancio dei rispettivi programmi, in un doppio roll-out.

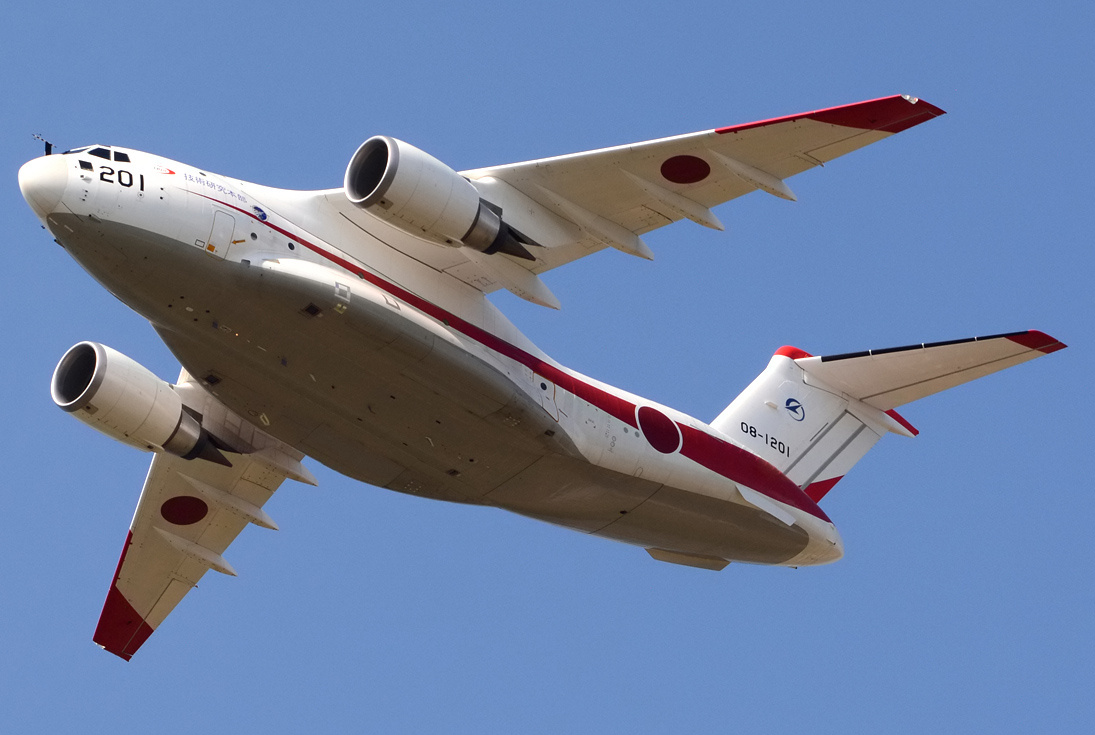
Il prototipo XC-2 in volo.

Il prototipo ha effettuato il primo volo il 26 gennaio 2010, ed è stato preso in carico dal reparto sperimentale della Kōkū Jieitai (ossia la Forza aerea di autodifesa giapponese).

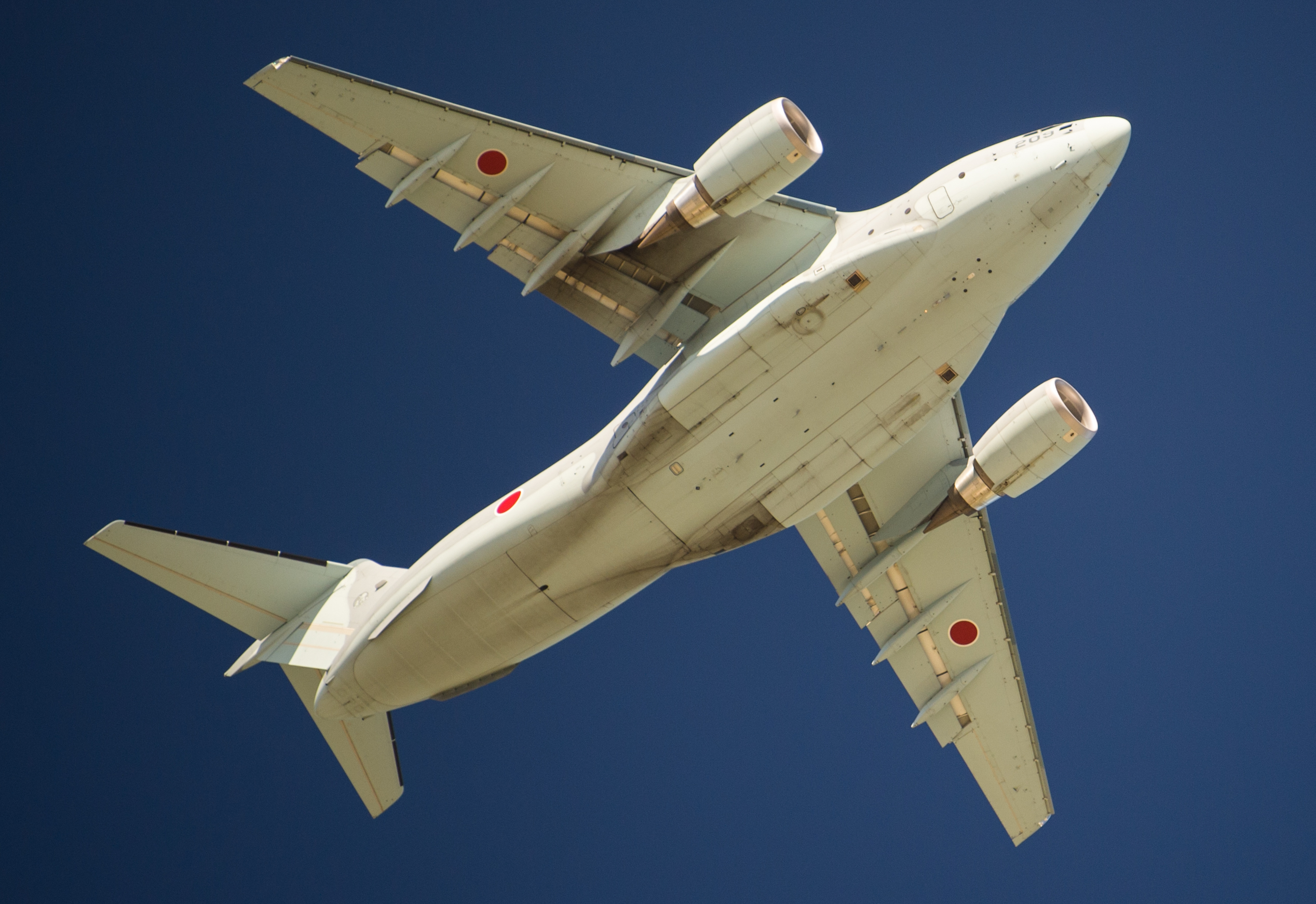
Vista della parte inferiore del C-2.

I due velivoli utilizzano componenti strutturali ed equipaggiamenti comuni come finestrini del cockpit, sezioni alari esterne, stabilizzatore orizzontale, APU, parte del cruscotto, computer, sistema comandi di volo, luci anticollisione e unità di controllo carrello. In questo modo si sperava di risparmiare circa 95 miliardi di yen (218 milioni di dollari).

## Caratteristiche tecniche
Il Kawasaki C-2 è un aereo da trasporto ad ala alta, bimotore, con impennaggio a T e ali a freccia. Ha una lunghezza di 43,9 metri, un'apertura alare di 44, 4 metri, e un'altezza di 14,2 metri. L'equipaggio è composto da tre persone, delle quali due sono i piloti e il terzo è l'addetto al carico. Il sistema propulsivo è formato da due turbofan General Electric CF6-80C2K1F.

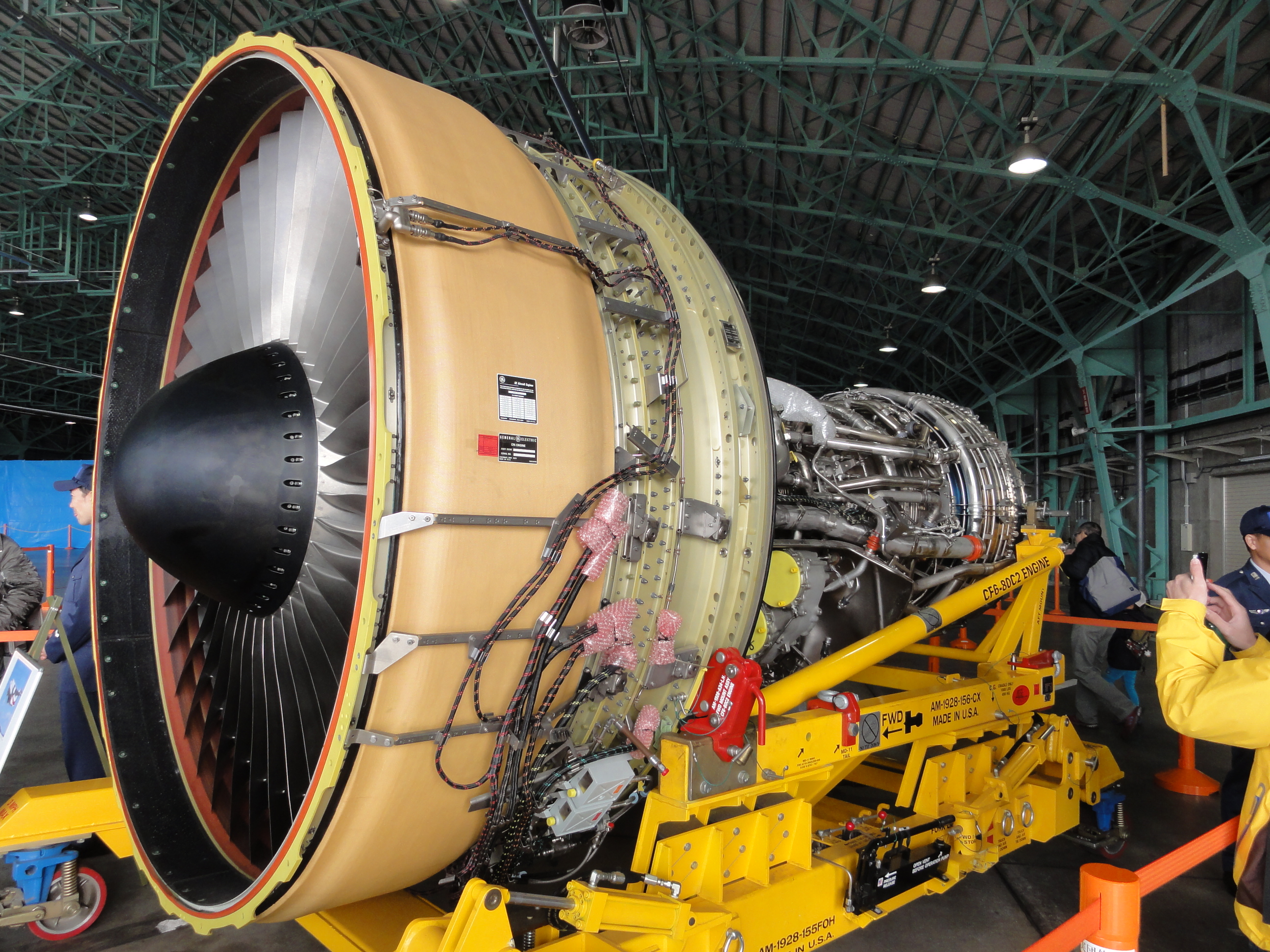
Il turbofan General Electric CF6-80C2K1F.

Questo propulsore è  noto per la sua affidabilità, e infatti equipaggia numerosi aeroplani, fra i quali i Boeing 747 e 767, gli Airbus A300, A310 e A330, e il McDonnell Douglas DC-10. Grazie a questo impianto propulsivo, il C-2 può fare affidamento su una spinta di 54.000 kg, e consentirgli un decollo con un peso massimo di 141.400 kg. Le prestazioni di autonomia e carico sono altrettanto interessanti: un raggio d'azione di 7.600 km con un carico di 20 t, 5.700 km con 30 t,  e 4.500 km con 36 t.

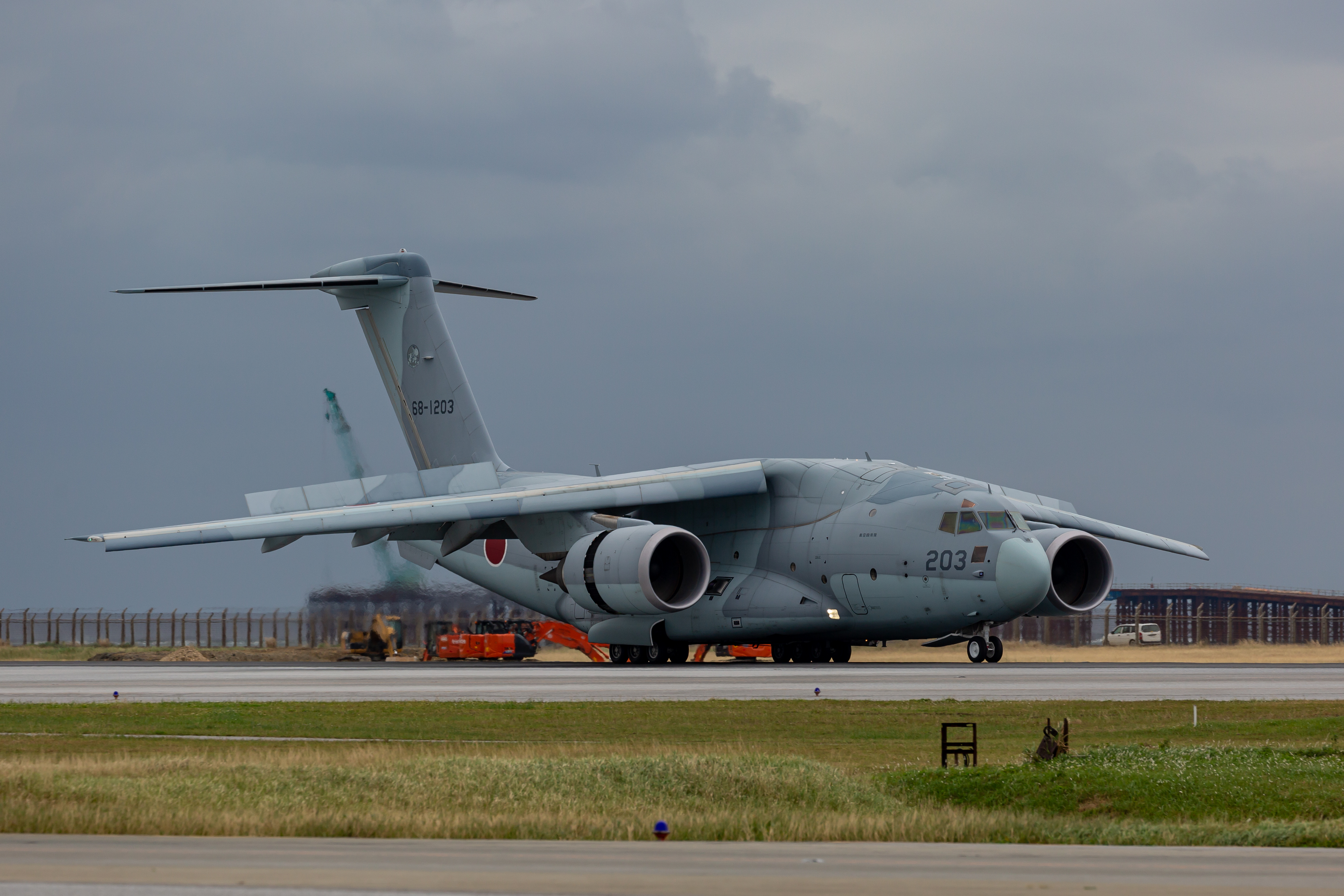
Il Kawasaki C-2 ha una buona autonomia e può atterrare in breve spazio.

L'autonomia massima di trasferimento senza carico è di 9.800  km. La caratteristica più originale del C-2 è la capacità di atterrare e decollare in breve spazio. Con un carico di 26 t può utilizzare infatti una pista di soltanto 500 metri.
Un'altra caratteristica nella quale eccelle è la velocità, particolarmente elevata per questa categoria d'aereo. Infatti la velocità massima raggiungibile è 917 km/h, mentre quella di crociera è di 890 km/h. Ciò permette al C-2 di percorrere anche le rotte alle quote più alte, potendo raggiungere una altitudine massima di 12.200 metri, avvantaggiandosi nettamente e facilitando un rapido trasporto.

## Varianti

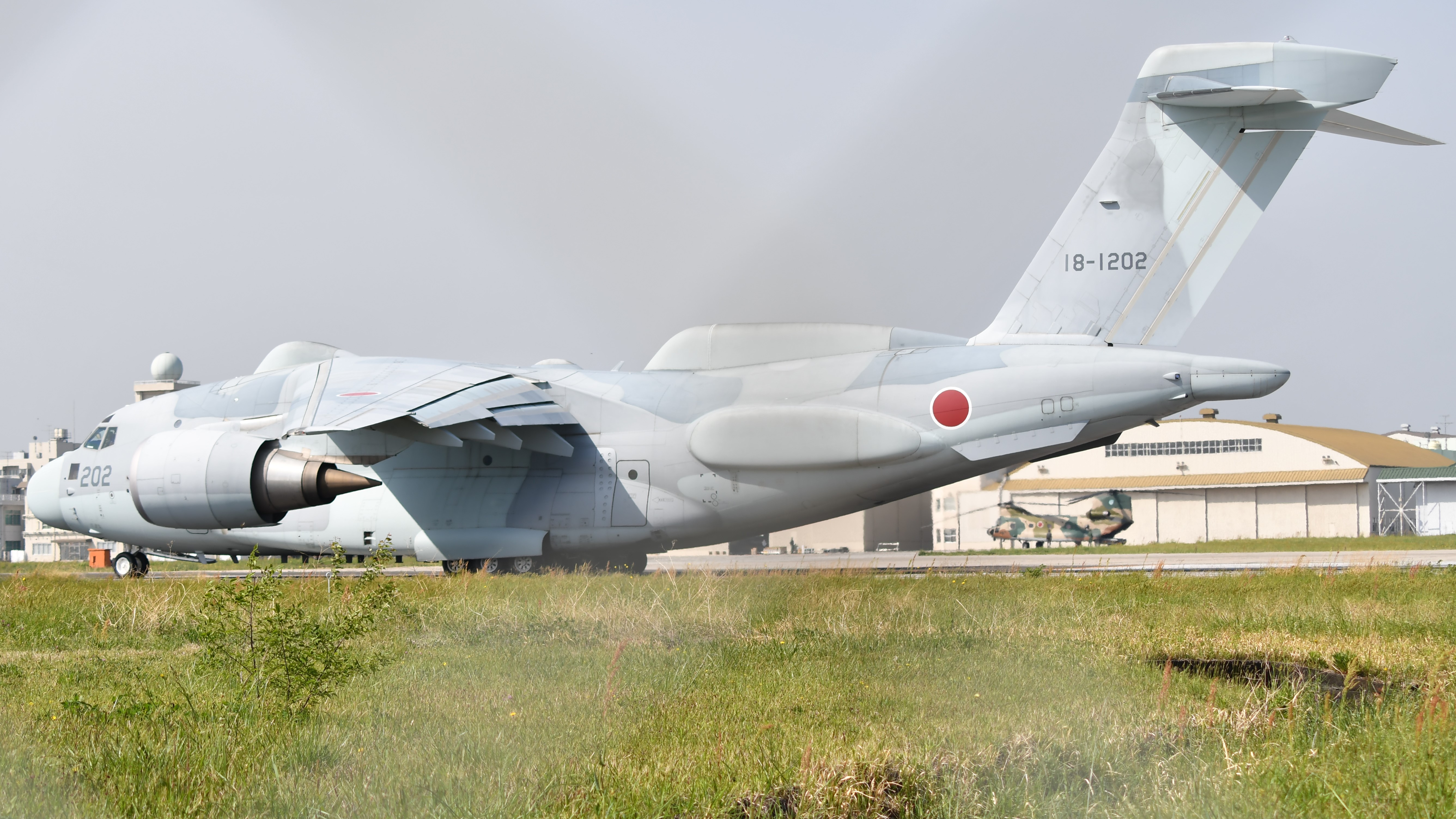
La versione RC-2 per la guerra elettronica con le tipiche antenne sul dorso e i lati della fusoliera.

- C-2A - Versione standard per il trasporto.
- RC-2 - Versione per la guerra elettronica, il cui primo esemplare ha volato l'8 febbraio 2018.[6] Il primo esemplare è stato consegnato il 1 ottobre 2020.[7][8]

## Utilizzatori

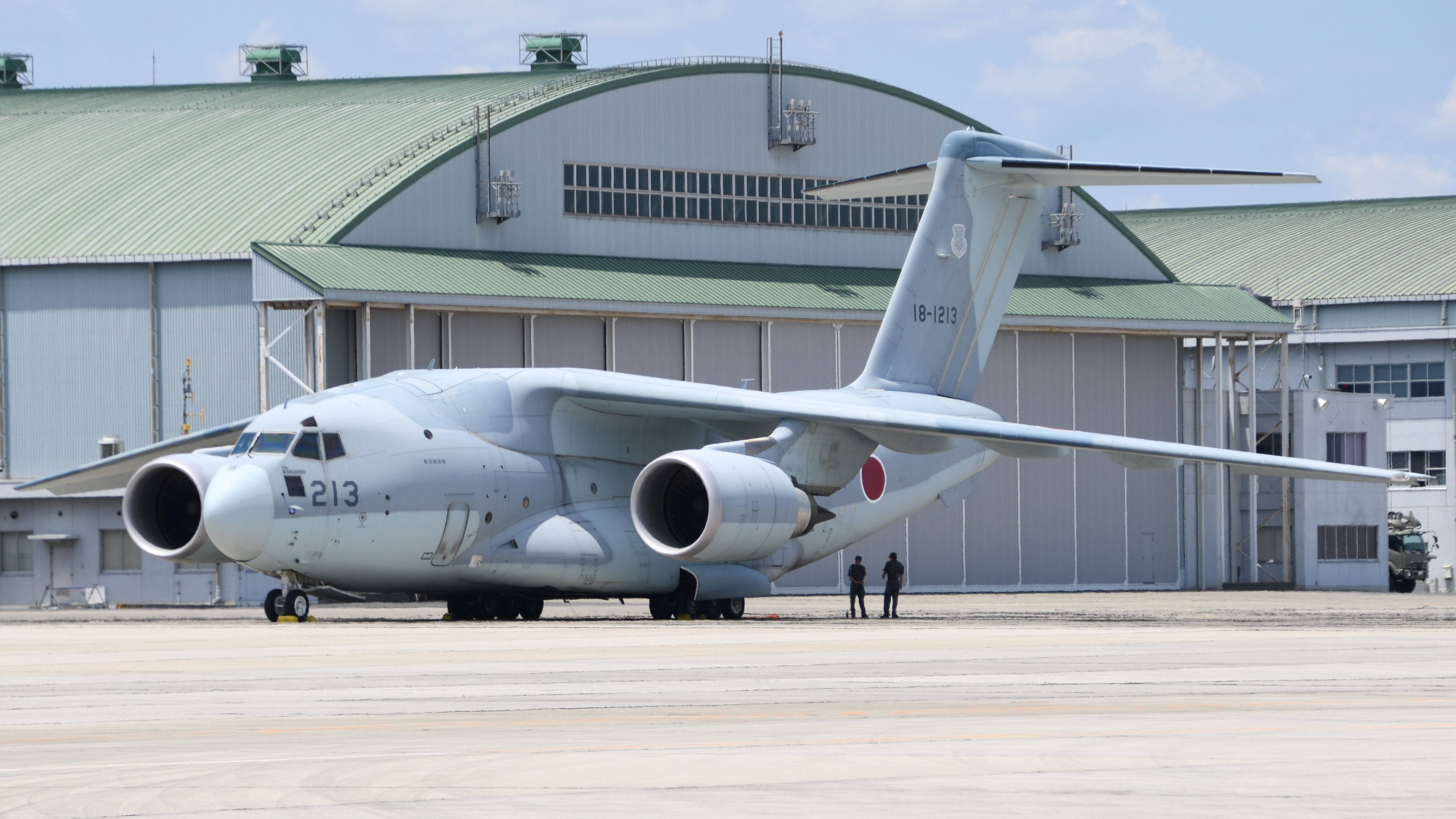
Il cargo Kawasaki C-2 alla base aerea di Iruma.

Giappone
- Kōkū Jieitai

30 C-2A e 1 RC-2 ELINT ordinati, 8 C-2A e 1 RC-2 in servizio al novembre 2020.
Alla fine di marzo 2024 erano in servizio 16 aerei.

## Velivoli comparabili
- Embraer KC-390;

- Airbus A400M;

- McDonnell Douglas C-17 Globemaster III;